# Cilindro de oxígeno

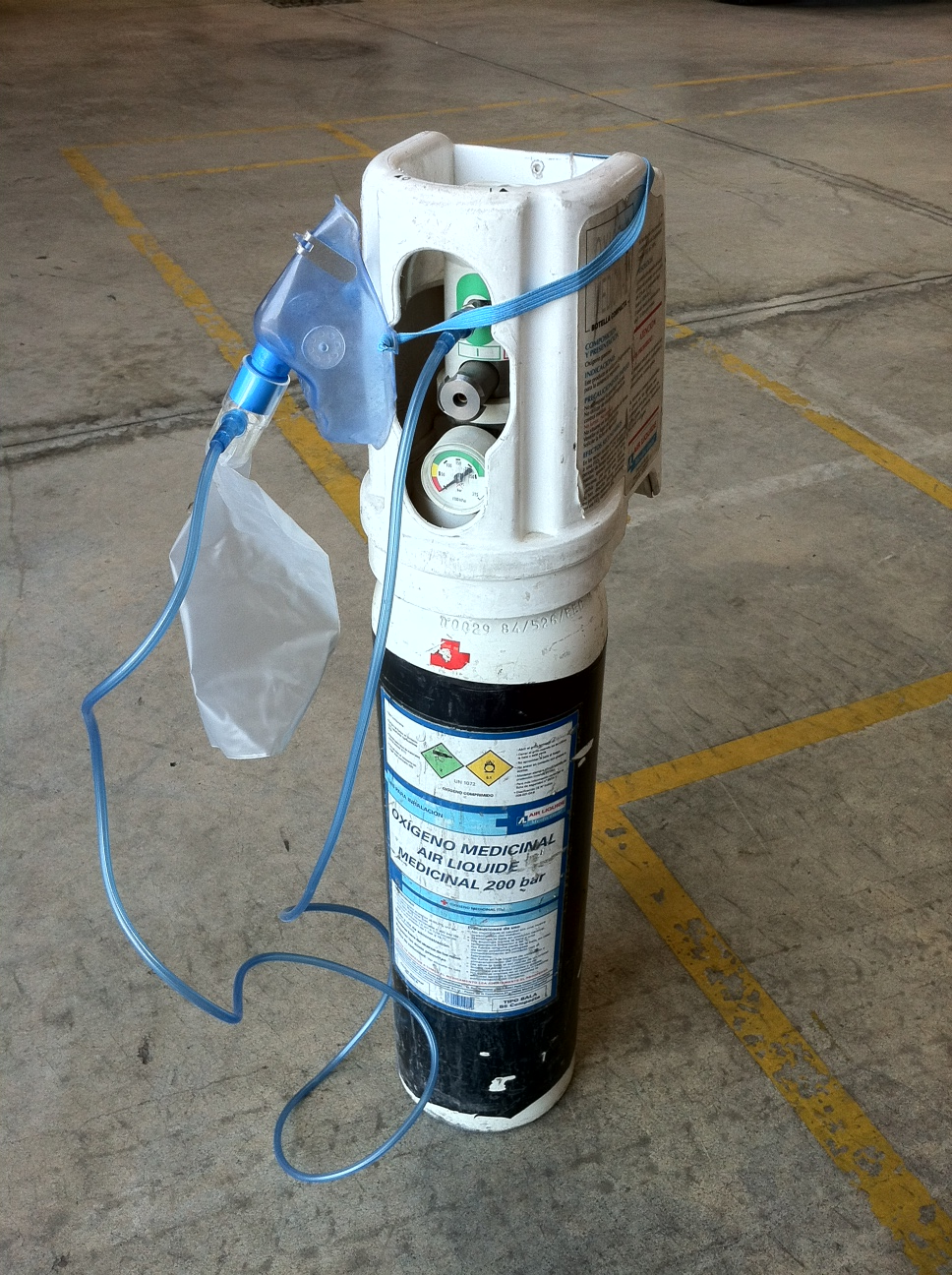
Botella de oxígeno medicinal transportable en camilla

Un cilindro de oxígeno (también llamado tanque, balón o botella de oxígeno) es un recipiente de almacenaje de dioxígeno, tanto bajo presión en cilindros de gas o como oxígeno líquido en tanques de almacenaje criogénicos.
Los cilindros de oxígeno son utilizados para almacenar gas para:
- Procesos industriales tales como la manufactura de acero y metanol.
- Equipamiento para soldaduras con oxiacetileno y para algunos equipos de oxicorte.
- Propulsores líquidos para cohetes y para motores de cohetes.
- Respiración asistida y otras asistencias médicas.
- Ventilación pulmonar en altitudes (para aviación, por ejemplo).
- Kits de primeros auxilios respiratorios.
- Mezclado de gases para crear mezclas para buceo tales como nitrox, trimix y heliox.
- Equipos de scuba, principalmente usados en el submarinismo en técnicas de descompresión acelerada.

Como el dioxígeno líquido a presión atmosférica se evapora a los -183 °C, un cilindro de dioxígeno líquido debe almacenar el dioxígeno bajo esa temperatura y debe ser un buen aislante térmico. El dioxígeno rara vez se mantiene a presiones superiores a los 200 bar o 3000 psi, ya que los riesgos de incendio por alta temperatura causados por algún proceso adiabático aumentan cuando cambia la presión del gas al moverse éste de un recipiente a otro. Todo equipamiento que entre en contacto con dioxígeno a altas presiones debe ser "para oxígeno limpio" y "compatible con oxígeno" para reducir las posibilidades de incendio. "Para oxígeno limpio" significa la eliminación de cualquier sustancia que pudiera actuar como combustible o fuente de ignición. "Compatible con oxígeno" significa que los componentes internos no pueden arder rápidamente o degradarse con facilidad en un ambiente de dioxígeno altamente presurizado.
En algunos países existen exigencias legales y de seguridad y restricciones en el uso, almacenamiento y transporte de dioxígeno puro. Los cilindros de oxígeno se almacenan normalmente en lugares con buena ventilación, alejados de posibles fuentes de incendio y concentraciones de gente.